# محموت آتالای
محموت آتالای (ترکی استانبولی: Mahmut Atalay؛ ۳۰ مارس ۱۹۳۴ – ۴ دسامبر ۲۰۰۴) کشتی‌گیر آزاد اهل ترکیه بود.
وی در مسابقات کشوری و بین‌المللی در مجموع برندهٔ ۶ مدال طلا، ۳ مدال نقره شده‌است.